# Повстання у Чечні (1924—1925)
Повстання у Чечні 1924 року — заколот чеченського повстанського руху на 1924 року, яке діяло з 1920 року на території Чеченської АО і був у глибокому підпіллі. У зв'язку з цим у 1925 році було розроблено масштабну операцію з роззброєння чеченців та ліквідацію антирадянських формувань.

## Передісторія
Навесні 1924 року в Чечні та Інгушетії пройшли масові протести та бойкотування виборів внаслідок нав'язування своїх представників до місцевих органів із боку центральної влади. Виступ був придушений за підтримки ОДПУ та місцевих активістів. Вилучено 2900 гвинтівок, 384 револьвери та заарештовано 68 осіб. Це призвело до різкого зростання антирадянських настроїв у Чечні.
У лютому 1924 року два англійських агента зустрілися з М. Гоцинським, передавши йому гроші для подальшої боротьби, вони заявили про підтримку повстанців. Гоцинський осів у Чечні ще 1923 року, заручившись підтримкою онука Ума Дуєва — Атабі Шамільова та їого роду Зумсой, жителі цієї спільноти заприсяглися не дозволяти захопити їхнього гостя за жодних обставин. У тому ж році чекістами було заарештовано Алі Мітаєва, боячись його репутації серед народу, вони віроломно заманили його в пастку і схопили, а потім засудили до розстрілу.

## Хронологія
У липні 1924 року на Зумсою було направлено кавалерійський загін ОДПУ, аул був оточений, а мешканцям пред'явлено ультиматум про видачу Н. Гоцинського, однак у той же час повстанцями був оточений і сам загін, тоді Гоцинський втрутившись не дозволив знищити загін, давши їм піти.
У вересні 1924 р. через Батумі від англійців надійшла партія зброї та мануфактура. Захоплення Гоцинським фортець Ботліх, Ведено, Шатой мав послужити сигналом для початку нового антирадянського повстання. У квітні 1925 року британський майор Вільямс зустрівся з Гоцинським у селі Зумсою, він заручив, що Велика Британія готова допомогти у намірі вигнати радянську владу з Кавказу.
ПКВО та ОДПУ запропонували великомасштабний план з ліквідації нелегальних формувань та роззброєння Чеченської АО. А. Мікоян зустрівся з І. Сталіном у місті Сочі для схвалення плану. Влітку 1925 року розпочалася операція під керівництвом Й. Апанасенка та І. Уборевича. Почали з села Ачхой-Мартан, у мешканців вилучили 228 гвинтівок та 32 револьвери.
У аулі Дишне-Ведено шейх Каїм Ільясов 21 серпня у мечеті закликав до боротьби з порадами: клятва була дана приблизно 1000 людьми. Але були й ті, які радили не чинити опір військам і виконувати всі вимоги їх; проте їх поки що не особливо, мабуть, слухали. Навіть у чеченських установах Грозного заняття йшли слабо, деякі чеченські працівники також різко висловлювалися проти роззброєння Чечні.

У ряді гірських аулів Чечні населення чинило збройний опір, у відповідь було застосовано артилерійський вогонь (аули Керети, Мереджой-Берем, Бечик, Дай та інші) та бомбометання з аеропланів (аули та селища Зумсой, Дай, Тагір-Хой, Аккі, Боугі, Ошні, Хімой, Нежелой, Рагехой, Урус-Мартан, Ножай-Юрт). 
Найбільш запеклий опір чинила зумсоєвська спільнота. Аул Зумсой по праву вважався центром антирадянського руху, тут горяни для оборони села продали всю свою худобу, щоб придбати зброю. Генералу армії Апанасенку зі своїм чекістсько-радянським загоном довелося брати село штурмом. Жителям було запропоновано здати приховані стволи: 800 гвинтівок та 200 револьверів та видати бунтівників на чолі з Шамільовим. Через дві години по аулу було відкрито артилерійський вогонь, а в повітря піднялися аероплани. За весь день було здано лише 27 гвинтівок, тоді артилерійські та авіа удари продовжилися, було здано 102 зброї. Коли загін Апанасенка все ж таки зумів увійти до села, там уже були відсутні ватажки: Атабі Шамільов, Нажмудін Гоцінський та їх сподвижники, були підірвані будинки родини Шамільова та його помічників.
Після обстрілу та бомбометань в аулі Дай, 2 вересня радянським військам комдіва Козицького здався шейх Емін з Ансалти. На Шаройський район було скинуто 22 пуди бомб, з жителів району просили видачі Гоцинського. Також продовжувалися пошуки Шамільова, для його затримання був сформований загін під командуванням Джу Акаєва.

## Консеквенція
В результаті операції було вилучено 25299 гвинтівок, 1 кулемет, 4319 револьверів, 73556 гвинтівкових і 1678 револьверних патронів, телеграфний і телефонний апарати. Всього за час операції кулеметно-артилерійському обстрілу було піддано 101 населений пункт з 242, 16 аулів зазнали повітряного бомбардування.
Заарештовано 309 осіб, також добровільно з'явилося 565 повстанців. 109 з них були засуджені до розстрілу, головні з яких: Нажмуддін Гоцінський, Атабі Шамільов та Емін Ансалтинський, вирок був виконаний у Ростові-на-Дону. Репресії зазнали також родичі ватажків і богослови. Сотні жителів Зумсоя були заарештовані, як «контрреволюціонери», частиною розстріляні, багато хто поповнив соловецькі та потьомкінські концтабори.